# Capital intelectual
Capital intelectual é o conjunto de conhecimentos e informações, ou seja, a soma do capital humano e o capital estrutural. Pode ser definido como seres humanos. Esses conhecimentos podem ser tácitos - advindos das experiências ao longo da vida, ou explícitos - são estruturados, criptografados e armazenados, sendo possível sua transmissão a outras pessoas.

## Conceito

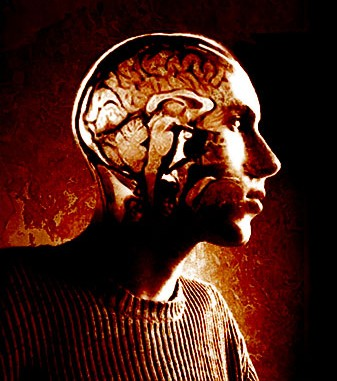
Representação do cérebro principal órgão e centro do sistema nervoso em todos os animais vertebrados. Filosoficamente ele representa o centro intelectual humano.

É um conjunto de informações que são adquiridas, aprimoradas e transformadas em conhecimento pelos indivíduos ao decorrer dos anos. Na linha do tempo, essas informações podem ser modificadas através de treinamentos, experiências, pesquisas, reciclagens e pelo meio ambiente.
Todas as pessoas possuem um potencial intelectual, seja em grau de conhecimento, criatividade, competência e habilidades, que podem ser semelhantes ou bem diferentes umas das outras. Esse potencial é desenvolvido com o tempo e começa ainda na infância, tendo influência da cultura local e global, dos pais, familiares e amigos.
O conhecimento é um capital ilimitado que, quanto mais trabalhado, mais se desenvolve, principalmente na era digital em que vivenciamos e por isso, o conhecimento não pode ficar estagnado. Vale ressaltar também que, aquele que obtém o maior capital intelectual consegue se destacar e adquirir um maior valor no mercado.

## História
Ao olhar para a evolução da sociedade, observa-se que grandes foram as transformações nas diversas camadas sociais. Diante disso, o questionamento que se levanta é: todas essas modificações ocorreram por si só ou se devem à participação humana? É nítido que todos esses acontecimentos contaram com a contribuição humana por meio de seus feitos, experiências, conhecimentos e ações. Assim, percebe-se que o capital intelectual originou-se na antiguidade e está evoluindo ao longo das gerações. 
Voltando as origens do universo, uma das teorias usadas para explicar o surgimento da raça humana é a criação divina, por meio do qual o homem é diferenciado dos demais animais por possuir intelecto. Essa visão criacionista predominou até o século XIX, porém, com a necessidade de mudanças e em busca de novos conhecimentos, surgiu a crença científica, que é dividida em três períodos:
- Paleolítico: Também conhecido como idade da pedra lascada, foi o período em que o homem utilizava suas habilidades para manter sua sobrevivência. Assim, instrumentos eram utilizados para suprir suas necessidades, tanto de moradia como também alimentares.

- Mesolítico: Passou-se a manipular o meio ambiente e as ferramentas que já eram utilizadas foram sendo aperfeiçoadas.

- Neolítico: Chamado também de idade da pedra polida, pois os homens aprenderam a polir e afiar pedra e assim aumentaram o controle sobre a natureza.

Conforme demonstrado acima, o capital intelectual se manifestou em cada período de forma diferente, fazendo parte do desenvolvimento de toda a história da humanidade. Com o aparecimento da escrita e mais tarde com o capitalismo, a ascensão do capital intelectual ocorreu de forma mais intensa.
A globalização é outro fenômeno que faz parte do desenvolvimento e das mudanças que envolvem o capital intelectual. Com a quebra de paradigmas, a troca de conhecimentos entre as diversas nações possibilitou a abertura para novas experiências e a aproximação com outras culturas, abrindo um leque para novos conhecimentos.
Como se pode ver, a expressão "Capital intelectual" data de tempos antigos, porém, seu conceito passou a ser explorado, de fato, nos anos oitenta, mais especificamente em 1986, onde através da publicação do livro The Know-How Company, de Sveiby passou-se a reconhecer os ativos intangíveis como recursos. Assim, deu-se uma abertura maior para a discussão sobre a intangibilidade e o gerenciamento do capital intelectual e as dificuldades de sua mensuração. 

## O capital intelectual e as organizações

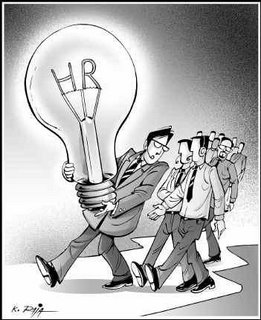
Representação dos recursos humanos em uma organização,
valorizando o capital intelectual de cada indivíduo.

Dentro das organizações, o capital intelectual é a soma do conhecimento de todos. Ele constitui a matéria intelectual-conhecimento, informação, propriedade intelectual e experiências que podem ser usadas para gerar riquezas.
O intelecto organizacional é formado principalmente pelo conhecimento que tem se renovado a cada século com o aprimoramento do método de trabalho e das tecnologias. Após a padronização das atividades realizadas na Revolução Industrial por meio do método criado por Taylor, os produtos vendidos tornaram-se parecidos, sem nenhum diferencial, fazendo com que o cliente se tornasse mais exigente e que as empresas buscassem pessoas com conhecimentos diferentes para tornar seu produto exclusivo, chamando assim novamente a atenção de possíveis investidores e novos fregueses, tornando o mercado mais competitivo. Desta forma o capital intelectual passou a ser o foco das empresas.
O Capital Intelectual que está na mente das pessoas, atualmente é considerado o recurso mais importante que uma organização pode ter. Admitindo a importância do Capital Intelectual, este é denominado como a nova vantagem competitiva, ou seja, um diferencial na obtenção de sucesso e recursos de uma instituição. Pode-se dizer que é através do capital intelectual que uma empresa consegue se desenvolver e se destacar no mercado em que atua, porém, isso não deixa de lado os demais recursos. 
No período industrial, consideravam-se como recursos de uma organização apenas os recursos físicos como terra, capital e trabalho, mas com a transição do período industrial para o período do conhecimento, o intelecto também passou a ser valorizado, haja vista que poderia ser um diferencial para as organizações. Sendo assim, o capital intelectual dos indivíduos passou a ter grande importância.
A gestão do capital intelectual dentro das organizações tornou-se crucial, revelando a necessidade de buscar recursos para incentivar os funcionários a compartilharem conhecimento, abarcando desde cargos de diretoria a chão de fábrica. Desta forma, a instituição retém o know-how e obtém ideias para possíveis melhorias e redução de custos.
Como o capital intelectual é bastante complexo para ser mensurado, o conceito de gestão do conhecimento foi criado com o intuito de auxiliar as organizações na utilização de meios que organizassem melhor esse intelecto, de forma a não deixar ideias soltas, sem foco e bagunçados dentro da mente das pessoas. A organização procura assim desenvolver e absorver ao máximo esse conhecimento, não o deixando somente na cabeça das pessoas, mas podendo assim cruzar informações e tomar atitudes mais assertivas, o que ajudará a compreender e atender melhor os clientes.
Para obter eficácia na transmissão e gestão dos conhecimentos individuais e coletivos no interior organizacional, se faz necessário à criação de recursos como uma expressão clara e objetiva, intercâmbio entre todos os setores da empresa, guias impressos, interações promovidas pela organização, sendo que grande parte do conhecimento adquirido provém do tácito, ou seja, da prática e para ser considerado uma vantagem tem que apresentar difícil imitabilidade, raridade e valor.
É importante destacar que o capital intelectual não pode ser um conceito pensado em função apenas dos interesses empresariais. A história tem mostrado que vivemos num contínuo jogo de disputas pela dominação do homem pelo próprio homem, inclusive, nas relações profissionais das organizações contemporâneas. Por isso, a visão de capital intelectual também deve ser pensada como maneira estratégica de emancipação humana, uma vez que é um recurso, em primeiro lugar, dos seres humanos, de cada indivíduo.